# Kim Soo-hyun
Kim Soo-hyun (także:Kim Su-hyeon, kor. 김수현; ur. 16 lutego 1988 w Seulu) – południowokoreański aktor, piosenkarz i model.

## Filmografia

### Filmy
| Rok  | Tytuł            | Tytuł oryginalny                             | Rola                        | Uwagi |
| ---- | ---------------- | -------------------------------------------- | --------------------------- | --- |
| 2012 | The Thieves      | 도둑들 MOCT: Dodookdeul                      | Jampano                     | |
| 2013 | Secretly Greatly | 은밀하게 위대하게 MOCT: Eunmilhage Widaehage | Won Ryu-Hwan / Bang Dong-Gu | za rolę w tym filmie otrzymał nagrody w kategoriach nowy aktor (film) oraz najpopularniejszy aktor (film) na ceremonii rozdania nagród Baeksang Arts w 2014 roku |
| 2014 | Miss Granny      | 수상한 그녀 MOCT: Soosanghan Geunyeo         | motocyklista (cameo)        | |
| 2017 | Real             | 리얼 MOCT: Rieol                             | Jang Tae-young              | |

### Telewizja
| Rok       | Tytuł                                                                                           | Rola                             | Stacja telewizyjna | Uwagi |
| --------- | ----------------------------------------------------------------------------------------------- | -------------------------------- | ------------------ | --- |
| 2007–2008 | Kimchi Cheese Smile (kor. 김치 치즈 스마일, MOCT: Kimchi Chiseu Seumail)                        | Kim Soo-hyun                     | MBC                | |
| 2008      | Jungle Fish (kor. 정글피쉬, MOCT: Jeongkeulpiswi)                                               | Han Jae-ta                       | KBS2               | film telewizyjny |
| 2009      | Christmas-e nun-i olkkayo (kor. 크리스마스에 눈이 올까요?, MOCT: Keurisumaseue Neunyi Olggayo?) | Cha Kang-Jin (nastolatek)        | SBS                | |
| 2009      | Father's House (kor. 아버지의 집, MOCT: Abeojiui jip)                                           | Kang Jae-Il                      | SBS                | film telewizyjny |
| 2010      | Giant (kor. 자이언트, MOCT: Jaieonteu)                                                          | Lee Sung-mo (nastolatek)         | SBS                | |
| 2011      | Szkoła Marzeń (kor. 드림하이, MOCT: Deurim Hai)                                                 | Song Sam-dong                    | KBS2               | |
| 2012      | Dream High 2 (kor. 드림하이 2, MOCT: Deurim Hai 2)                                              | Song Sam-dong                    | KBS2               | cameo, odc. 1 |
| 2012      | Haereul pum-eun dal (kor. 해를 품은 달)                                                         | król Lee Hwon                    | MBC                | |
| 2013–2014 | Przybyłeś z Gwiazd (kor. 별에서 온 그대, MOCT: Byeoreseo on geudae)                             | Do Min-joon                      | SBS                | za rolę w tym serialu otrzymał nagrodę w kategorii najpopularniejszy aktor na ceremonii rozdania nagród Baeksang Arts w 2014 roku. |
| 2015      | Producent (kor. 프로듀사, MOCT: Peurodyusa)                                                     | Baek Seung-chan                  | KBS2               | |
| 2019      | Hotel del Luna (kor. 호텔 델루나)                                                               | nowy właściciel hotelu Blue Moon | tvN                | Cameo, odcinek 16 |
| 2020      | Crash Landing on You (kor. 사랑의 불시착, MOCT: Sarang-ui bulsichak)                            | Bang Dong-gu                     | tvN                | Cameo, odcinek 10 |
| 2020      | It’s Okay to Not Be Okay (kor. 사이코지만 괜찮아, MOCT: Saikojiman gwaenchana)                  | Moon Gang-tae                    | tvN                | |
| 2024      | Królowa łez                                                                                     | Baek Hyeon-woo                   | tvN                | |